# Carmen Coronini
Carmen Coronini-Kronberg (* 27. Dezember 1885 in Görz, Österreich-Ungarn; † 26. November 1968 in Wien) war eine österreichische Anatomin aus der Familie Coronini von Cronberg.

## Biographie
Coronini promovierte 1915 an der Universität Wien. 1930 erhielt sie die Venia Legendi an derselben Universität, wo sie danach als Professorin für Pathologische Anatomie arbeitete. Am 25. März 1940 beantragte sie die Aufnahme in die NSDAP und wurde zum 1. April desselben Jahres aufgenommen (Mitgliedsnummer 8.447.513). 1946 gründete sie die Gesellschaft zur Erforschung des vegetativen Nervensystems und die Zeitschrift Acta Neurovegetativa, was ihr zur Rehabilitierung verhalf. 1965 wurde sie von der Universität Wien zur ordentlichen Professorin ernannt.